# Blastobasis syrmatodes
Blastobasis syrmatodes é uma espécie de mariposa do gênero Blastobasis pertencente à família Coleophoridae.